# ليلة حب
ليلة حب هي أغنية غنتها أم كلثوم من تأليف أحمد شفيق كامل وتلحين محمد عبد الوهاب عام 1972.

## الأغنية
- هذه الأغنية هي آخر أغنية جديدة تقدمها أم كلثوم في في حفل عام، وقد غنتها لأول مرة يوم 7 ديسمبر 1972،[بحاجة لمصدر] ثم أعادت غناءها في حفلتها الأخيرة يوم 4 يناير 1973،[1] وهي آخر لقاء جمعها بكل من أحمد شفيق كامل، ومحمد عبد الوهاب، وهو الثلاثي الذي بدأ التعاون عام 1964 في أغنية إنت عمري والتقوا مرة أخرى في أغنية أمل حياتي عام 1965.[2]
- تنقسم الأغنية إلى مطلع «يا اللي عمرك ما خلفت معاد»، وثلاث مقاطع «يا حبيبي ونبض قلبي»، «لو كل حب»، «يا فايتلي الليالي الحلوة».
- يستخدم محمد عبد الوهاب إيقاع الفالس في بداية المقطع الأول «يا حبيبي ونبض قلبي».
- على الرغم من أن أم كلثوم تجاوزت سن السبعين [3] على الأغلب عند غناءها للأغنية، لكن ذلك لم أداء جمل غنائية يصعب على كثير من المغنيين أداءها مثل جملة «متعذبانش..متشوقناش»!
- لا يوجد تسجيل مصور منشور لهذه الأغنية!
- قام محمد عبد الوهاب بإعادة غناءها بنفسه على العود، وصدرت لأغنية من إنتاج شركته صوت الفن.

## استخدام لحن الأغنية
في سنة 2013 ظهرت أغنيتين معتمدتين على لحن الموسيقية الخاصة بأغنية ليلة حب، هما:
- أغنية «يحميكم يا ولاد بلدي» التي «أهداها» بهاء سلطان للشعب المصري واشترك في تألفيها حسين فهيم، وبسنت بكر، ونصر الدين ناجي، ووزعها أمير محروس.[4]
- أغنية «وحشاني بلادي» التي غنتها كارول سماحة من كلمات محمد جمعة، ولحن جان ماري رياشي، وحققت هذه الأغني نجاحاً جعل شركة مصر للطيران تقوم برعاية الكليب عند بداية عرضه، ومن ثم اعتماده كليباً خاصاً لها على جميع خطوط طيرانها.[5]
- على الرغم من هذا النجاح للأغنيتين، أبدت أسرة محمد عبد الوهاب، صاحبة حق الملكية في هذه الأغنية رفضها استخدام لحن الأغنية بدون إذنها، وهددت برفع دعوى قضائية كرد لهذا الاستخدام، لكن شركة روتانا المنتجة لهذه الأغنية أكدت أن حقوق استخدام اللحن مستوفاة قانونياً لأن اللحن تم شراءه من شركة صوت القاهرة المنتجة للأغنية الأصلية.[6]